# Garczyn Duży
Garczyn Duży is een plaats in het Poolse district  Miński, woiwodschap Mazovië. De plaats maakt deel uit van de gemeente Kałuszyn en telt 100 inwoners.